# Richard Foerster (Admiral)

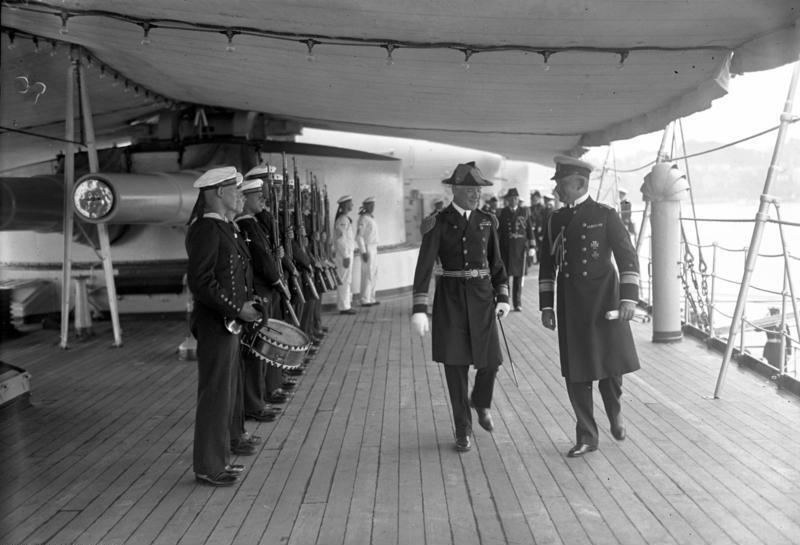
Konteradmiral Foerster (r.) bei der Begrüßung eines amerikanischen Admirals 1930

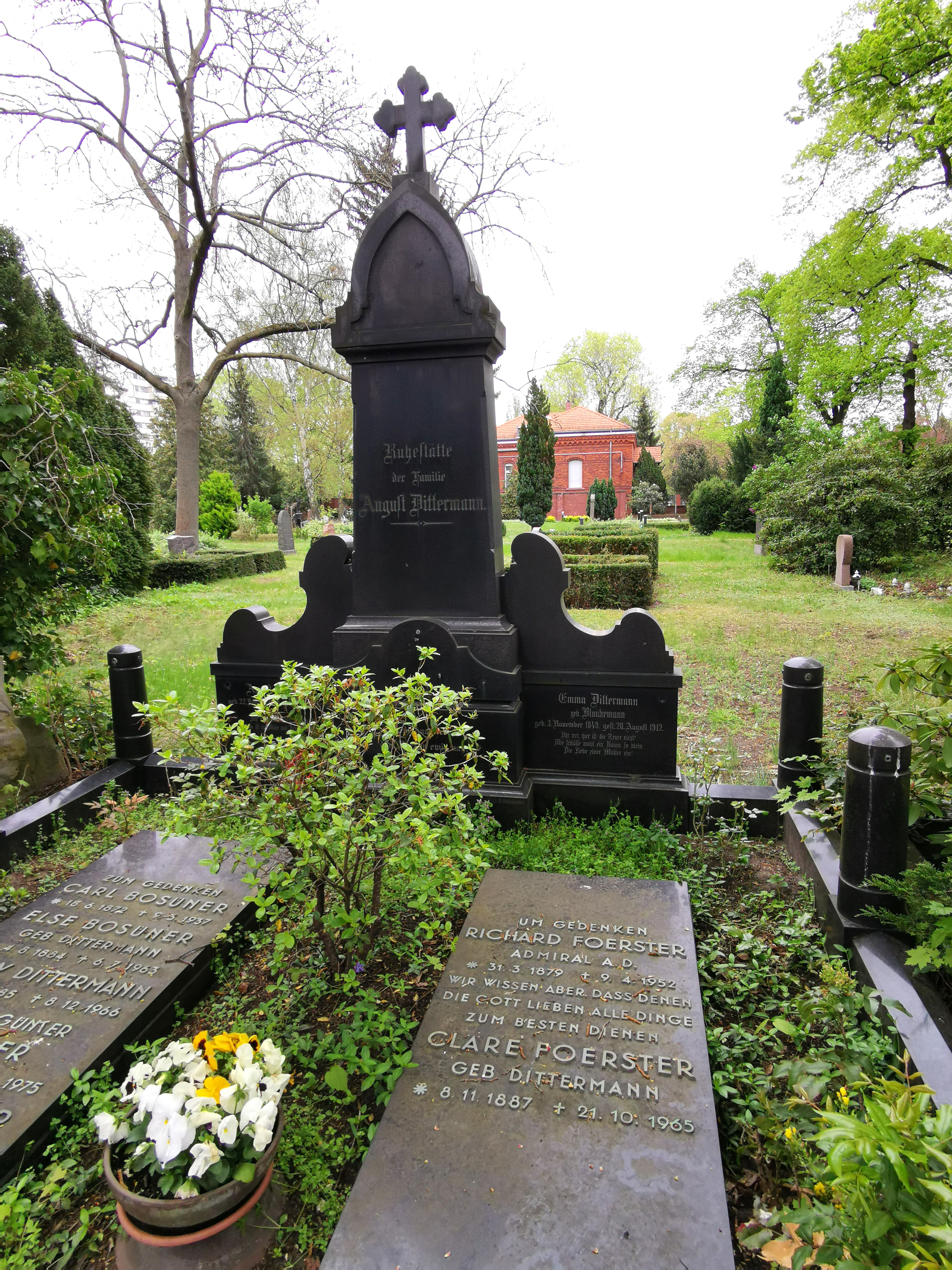
Grab Dorotheenstädtischer Friedhof II Liesenstraße, Berlin-Wedding

Richard Foerster (* 31. März 1879 in Stralsund; † 9. April 1952 in Berlin) war ein deutscher Marineoffizier, Flottenchef und zuletzt Admiral.

## Leben
Foerster trat am 12. April 1899 als Seekadett in die Kaiserliche Marine ein und absolvierte seien Grundausbildung auf der Kreuzerfregatte Stosch. Anschließend kam er an die Marineschule, wo er am 10. April 1900 zum Fähnrich zur See ernannt wurde.
Während des Ersten Weltkrieges war er zeitweise Artillerieoffizier des Schlachtkreuzers Seydlitz und nahm in dieser Position an der Skagerrakschlacht teil.
Foerster war ab Oktober 1923 Chef des Stabes der Marineleitung und dann der erste Kommandant des ersten großen Neubaus der Reichsmarine, des Schulkreuzers Emden, den er vom 15. Oktober 1925 bis zum 23. September 1928 befehligte. Er führte mit der Emden auch die erste große Ausbildungsreise um die Welt vom 14. November 1926 bis zum 14. März 1928 durch, auf der La Coruña, die Kanaren, St. Helena, Kapstadt, Sansibar, Mombasa, Mahé, Sabang, Padang und am 15. März die Kokosinseln, der Untergangsort der ersten Emden, besucht wurden. Anschließend lief Foerster über Semarang, Bali nach Makassar. Auf dem Weg nach Japan wurde im Philippinengraben das Emdentief mit 10400 m als die bis 1951 tiefste Stelle der Weltmeere gelotet. Die weiteren Stationen der Reise waren Nagasaki, Itsu Hu Shima, Shimizu, Yokohama, Hakodate in Japan, dann Dutch Harbor, Juneau, Skagway am 8. Juli 1927 als nördlichster Punkt der Reise, Haines, Sitka in den Alaska, Seattle, dann die mexikanischen Häfen Mazatlán, La Paz, Manzanillo und Panama, wo die Emden am 31. August eintraf und eine Woche verblieb. Weitere Stationen waren Guayaquil in Ecuador, Mollendo in Peru und dann die chilenischen Häfen Valparaíso, Talcahuano, Puerto Montt und Punta Arenas. Weiter ging es über Comodoro Rivadavia und Bahía Blanca in Argentinien nach die brasilianischen Häfen São Francisco, Santos, Rio de Janeiro, wo sie vom 22. Dezember 1927 bis zum  2. Januar 1928 verblieb. Auf der Heimreise wurden noch Pernambuco, Santa Barbara / Dominikanische Republik, Santa Thomas / Puerto Rico, Ponta Delgada und Villagarcía de Arosa angelaufen. In den meisten Häfen dauerten die Aufenthalte um eine Woche. Am 14. März 1928 war der Schulkreuzer wieder in Wilhelmshaven. Anschließend ernannte man Foerster zum Inspekteur der Bildungsinspektion und beförderte ihn am 1. Dezember 1928 zum Konteradmiral.
Im Februar 1930 wurde er Befehlshaber der Linienschiffe (BdL) auf der Schlesien und im September 1932 Chef der Marinestation der Nordsee. Am 1. Oktober 1932 wurde er zum Vizeadmiral befördert. Von September 1933 bis Dezember 1936 war er als Flottenchef kommandierender Admiral des Flottenkommandos erst auf der Schleswig-Holstein, dann auf der Admiral Scheer. Aus dem Jahr 1934 gibt es eine Filmaufnahme, wo er eine Rede hält.
Am 1. Dezember 1935 wurde Foerster zum Admiral befördert und dann am 21. Dezember 1936 aus dem aktiven Dienst verabschiedet.
Ab 1937 war Foerster Präsident des Japaninstituts und der Deutsch-Japanischen Gesellschaft in Berlin, was er bis 1945 blieb. Unter seiner Leitung wurden Zweigstellen der Gesellschaft in Köln, Wien, Frankfurt am Main, Hannover, Breslau, München und Stuttgart gegründet.
Foerster hielt im Januar 1939 die Taufrede für den letztlich nicht fertiggestellten Schweren Kreuzer Seydlitz, wurde am 15. Februar 1939 zur Verfügung der Kriegsmarine gestellt, jedoch nicht mehr zum aktiven Dienst herangezogen.

## Auszeichnungen
- Eisernes Kreuz (1914) II. und I. Klasse[4]
- Preußisches Dienstauszeichnungskreuz[4]
- Preußische Rettungsmedaille am Band[4]
- Friedrich-August-Kreuz II. und I. Klasse[4]
- Österreichisches Militärverdienstkreuz III. Klasse mit Kriegsdekoration[4]